# マリー・フォン・ヘッセン＝カッセル (1796-1880)
マリー・ヴィルヘルミーネ・フリーデリケ・フォン・ヘッセン＝カッセル（Marie Wilhelmine Friederike von Hessen-Kassel, 1796年1月21日 - 1880年12月30日）は、ドイツ・ヘッセン＝カッセル家の公女で、メクレンブルク＝シュトレーリッツ大公ゲオルクの妻。

## 生涯
ヘッセン＝カッセル＝ルンペンハイム方伯フリードリヒ（3世）とその妻でナッサウ＝ウジンゲン侯カール・ヴィルヘルムの娘カロリーネ・ポリクセネの間の第7子、次女として生まれた。1817年8月12日、カッセルにおいてゲオルクと結婚し、メクレンブルク＝シュトレーリッツ大公妃となった。
マリー大公妃は非常に才能あるアマチュア画家で、多くのオールド・マスターたちの名品の模写を制作した。大公妃によるラファエロ・サンティの『十字架を担うキリスト』の模写作品（1856年）は、シェーンベルク（Schönberg）の聖ラウレンティウス市教会（St. Laurentius）、ノイシュトレーリッツ市教会の祭壇画として掲げられていた。また、アルブレヒト・デューラーの『キリストの磔刑』の模写作品（1868年）も、ミロー（Mirow）の城の聖ヨハネ騎士団教会（Johanniterkirche）の祭壇画として、1945年まで使われていた。

## 子女
夫ゲオルクとの間には2男2女の4人の子女をもうけた。
- カロリーネ・ルイーゼ・マリー・フリーデリケ・テレーゼ・シャルロッテ・ヴィルヘルミーネ・アウグステ （1818年 - 1842年）
- フリードリヒ・ヴィルヘルム・カール・ゲオルク・エルンスト・アドルフ・グスタフ （1819年 - 1904年） - メクレンブルク＝シュトレーリッツ大公
- カロリーネ・シャルロッテ・マリアンネ （1821年 - 1876年） - 1841年、デンマーク王太子フレゼリクと結婚（1846年離婚）
- ゲオルク・アウグスト・エルンスト・アドルフ・カール・ルートヴィヒ （1824年 - 1876年）